# Орлов Юрій Юрійович
Юрій Юрійович Орлов (нар. 2 червня 1977) — український яхтсмен. Він брав участь у змаганнях у класі Лазер на літніх Олімпійських іграх 2004 року.